# Vagla jezik
Vagla jezik (ISO 639-3: vag; kira, konosarola, paxala, sitigo, vagala), voltaško-kongoanski jezik uže skupine gurskih jezika, kojim govori oko 13 500 ljudi (2003 GILLBT) u distriktu Damongo u Gani, blizu Sawle.
Zajedno s još devet drugih jezika podklasifiociran je podskupini zapadnogrusijskih jezika. Leksički mu je najbliži chakali [cli], 68%. Dijalekti su mu bole i buge. Većina govori i jezikom wali [wlx].

## Vanjske poveznice
- Ethnologue (14th)
- Ethnologue (15th)